# Saladorf
Saladorf ist ein Ortsteil der Marktgemeinde Würmla in Niederösterreich.
Saladorf liegt westlich von Würmla an der Wiener Straße B1. Der Ort wurde 1217 erstmals urkundlich erwähnt.

## Geschichte
Laut Adressbuch von Österreich waren im Jahr 1938 in Saladorf ein Branntweinhändler, ein Gastwirt, ein Gemischtwarenhändler, ein Riemer, ein Schmied, zwei Schuster, ein Viktualienhändler, ein Wagner, ein Zimmermeister und einige Landwirte ansässig.

## Persönlichkeiten
- Leopold Leopoldi (1860–1933), Violinist und Pianist